# دي جي إيزيس
دي جي إيزيس (بالهولندية: DJ Isis)‏ هي دي جي نادي ‏ هولندية، ولدت في 29 أبريل 1975 في أمستردام في هولندا.

## وصلات خارجية
- الموقع الرسمي
- دي جي إيزيس على موقع ميوزك برينز (الإنجليزية)
- دي جي إيزيس على موقع ديسكوغز (الإنجليزية)